# La Forcarà
La Forcarà o la Folcrà és una masia entre les poblacions de Sant Joan de les Abadesses i Sant Pau de Segúries (el Ripollès) inclosa a l'Inventari del Patrimoni Arquitectònic de Catalunya.

## Arquitectura
És una masia de grans dimensions, de planta rectangular, amb planta baixa, dos pisos i golfes. Té la teulada de dos vessants i presenta una façana, al sud, amb galeries de diferents proporcions a cada pis. Mentre a la planta baixa hi ha tres grans arcades que fan de porxada, al primer pis n'hi ha quatre, al segon també n'hi ha quatre de més esveltes i, finalment, dues a les golfes. Actualment la casa està dividida a l'interior en dos habitatges diferents: el dels amos i el dels masovers. A la part de llevant hi ha un cobert afegit, igual que a ponent.

## Història
Al setge de la Força de Girona, durant la Guerra Civil (1462-72), trobem un tal Martí Folcrà, defensor de la reina. La casa apareix als fogatges del 1479 i de 1515, malgrat que l'actual construcció dati del segle xvii, segons es desprèn d'una llinda descoberta fa poc (1697) i d'una de les bigues de la sala principal del primer pis (1674). La darrera gran reforma de la casa tingué lloc als anys 1960 i consistí a adequar els baixos com a garatges i adobar la façana sud. Actualment es troba en molt bon estat de conservació i és segona residència, al mateix temps que explotació agrícola i ramadera important.